# Hugo Sarabia Swett
Hugo Sarabia Swett (*Lima, 22 de marzo de 1932), Ingeniero y profesor universitario del Perú. Ex rector de la Pontificia Universidad Católica del Perú.

## Biografía
Estudió Ingeniería Civil en la Pontificia Universidad Católica del Perú, egresando en 1954. Asimismo en 1968, obtuvo una maestría en Matemáticas en la Universidad de Notre Dame, en Indiana, EE. UU.
En la Pontificia Universidad Católica del Perú, ocupó varios cargo entre ellos fue jefe de prácticas de Geometría y Cálculo en 1956, y docente en 1958 de Cálculo Infinitesimal, como profesor por horas en la Facultad de Ciencias e Ingeniería. Para 1963, fue uno de los tres primeros profesores a tiempo completo de Ingeniería. 
En 1970, al regresar de la Universidad de Notre Dame, ocupó el cargo de Jefe del Departamento de Ciencias.
En 1973 recibió el encargo de la Dirección Universitaria de Régimen Académico de los Profesores, la antecesora de la actual DARAP; este cargo fue suyo hasta el 27 de octubre del 1988, cuando fue elegido como vicerrector, acompañando al Dr. José Tola Pasquel. Fue reelegido para este cargo en 1984.

## Rectorado en la PUCP
Al terminar el período del Dr. Tola, el ingeniero Hugo Sarabia fue elegido por la Asamblea Universitaria como rector de la Pontificia Universidad Católica del Perú, para el período 1989-1994. 
Entre sus logros más significativos está la construcción y puesta en marcha del Centro Cultural de la PUCP, en San Isidro. 
Tras su período rectoral, se reincorporó a la actividad docente, donde continua participando hasta hoy.

## Publicaciones
- Introducción al Análisis
- Funciones Especiales

| Predecesor: José Tola Pasquel Rector de la Pontificia Universidad Católica del Perú | Rector de la Pontificia Universidad Católica del Perú 6 de julio de 1989 - 6 de julio de 1994 | Sucesor: Salomón Lerner Febres Rector de la Pontificia Universidad Católica del Perú |